# ハリー・ステンクヴィスト
エリック・ハリー・ステンクヴィスト（Erik Harry Stenqvist、1893年12月25日 - 1968年12月9日）は、アメリカ合衆国、シカゴ出身で、スウェーデンの自転車競技（ロードレース）選手。

## 経歴
1912年
- スウェーデン選手権、100kmロードチームタイムトライアル(TTT) 優勝

1913年
- スウェーデン選手権、100kmTTT優勝

1915年
- スウェーデン選手権、100kmロード個人タイムトライアル(ITT) 2回優勝
- スウェーデン選手権、100kmTTT優勝

1920年
- アントワープオリンピック
  -  個人ロードレース 優勝
  -  団体ロードレース 2位
- スウェーデン選手権、ITT 優勝